# Saint-Avold
 Saint-Avold  es una población y comuna francesa, en la región de Lorena, departamento de Mosela, en el distrito de Forbach y cantones de Saint-Avold-1 y Saint-Avold-2.
Perteneció al Ducado de Lorena, en 1766 como la totalidad del ducado, pasó a poder definitivo del Reino de Francia.
El 11 de enero de 1814 fue ocupada por las tropas prusianas en su camino hacia París.

## Demografía
| 2 900                     | 3 345 | 2 726 | 2 972 | abs. | 3 365 | 3 146 | abs. | abs. | abs. | 3 288 | 2 925 | 2 843 | 2 715 | 3 087 | 2 943 | 3 374 | 3 931 | 5 648 | 5 978 | 3 888 | 4 181 | 5 412 | 8 271 | 8 893 | 7 054 | 11 244 | 15 247 | 16 280 | 17 955 | 16 485 | 16 533 | 16 922 | 16 611 |
| (Fuente: INSEE y Cassini) |       |       |       |      |       |       |      |      |      |       |       |       |       |       |       |       |       |       |       |       |       |       |       |       |       |        |        |        |        |        |        |        |        |